# 다사카 히로시
다사카 히로시(田坂広志 타사카 히로시[*], 1951년 ~ )는 일본 다마 대학 대학원 교수이다. 전문으로는 사회기업가로 구성되어 있으며, 주된 직업으로는 싱크탱크와 소피아 뱅크의 대표이자, 사회기업가의 포럼으로 참여하고 있는 것으로 전하고 있어, 사회기업대학 명예수장에 오르기도 하였던 전력이 있다. 현재는 내각관방참여이며, 출신 학교는 도쿄 대학 대학원이다. 그래서 이 인물은 IT 업계에서 매우 유대 관계를 맺은 것으로 크게 알려진 것으로 드러나고 있다.